# Ordre normal
En théorie quantique des champs, on dit généralement qu'un produit d'opérateurs de création et d'annihilation est dans l'ordre normal (ou normalement ordonné, ou encore dans l'ordre de Wick) quand tous les opérateurs de création sont à gauche de tous les opérateurs d'annihilation. 
Quand on quantifie un hamiltonien classique, le choix de l'ordre des opérateurs dans le hamiltonien quantique correspond à des différences dans l'énergie de l'état fondamental, éventuellement infinies. La mise en ordre normal est souvent le choix qui permet que les observables considérées aient des valeurs moyennes finies.

## Notation
Considérons un opérateur quelconque {\displaystyle {\hat {O}}}, alors l'ordre normal de {\displaystyle {\hat {O}}} est noté {\displaystyle {\mathcal {N}}({\hat {O}})} ou {\displaystyle {\mathopen {:}}{\hat {O}}{\mathclose {:}}}.
L'ordre normal est linéaire, dans le sens où si {\displaystyle {\hat {A}}} et {\displaystyle {\hat {B}}} sont deux opérateurs, on a
{\displaystyle {\mathopen {:}}{\hat {A}}+{\hat {B}}{\mathclose {:}}={\mathopen {:}}{\hat {A}}{\mathclose {:}}+{\mathopen {:}}{\hat {B}}{\mathclose {:}}}.

## Bosons
Pour un mode de boson d'opérateur de création {\displaystyle {\hat {b}}^{\dagger }} et d'opérateur d'annihilation {\displaystyle {\hat {b}}}, la mise en ordre normal consiste simplement à réordonner les opérateurs pour mettre les opérateurs de création à gauche. 
Par exemple, 
{\displaystyle :{\hat {b}}^{\dagger }\,{\hat {b}}:\,={\hat {b}}^{\dagger }\,{\hat {b}}.}
L'expression n'a pas changé parce que {\displaystyle {\hat {b}}^{\dagger }\,{\hat {b}}} est déjà normalement ordonné. Par contre, 
{\displaystyle :{\hat {b}}\,{\hat {b}}^{\dagger }:\,={\hat {b}}^{\dagger }\,{\hat {b}}.}
En utilisant la relation de commutation des opérateurs bosoniques, on en déduit que
{\displaystyle {\hat {b}}\,{\hat {b}}^{\dagger }={\hat {b}}^{\dagger }\,{\hat {b}}+1=\,:{\hat {b}}\,{\hat {b}}^{\dagger }:+1.}
Un exemple contenant plus d'opérateurs est
{\displaystyle :{\hat {b}}^{\dagger }\,{\hat {b}}\,{\hat {b}}\,{\hat {b}}^{\dagger }\,{\hat {b}}\,{\hat {b}}^{\dagger }\,{\hat {b}}:\,={\hat {b}}^{\dagger }\,{\hat {b}}^{\dagger }\,{\hat {b}}^{\dagger }\,{\hat {b}}\,{\hat {b}}\,{\hat {b}}\,{\hat {b}}=({\hat {b}}^{\dagger })^{3}\,{\hat {b}}^{4}.}
On peut aussi déterminer l'ordre normal de fonctions d'opérateurs en utilisant leur développement en série. Par exemple, 
{\displaystyle :\exp(\lambda {\hat {a}}^{\dagger }{\hat {a}}):\,=\sum _{n=0}^{\infty }{\frac {\lambda ^{n}}{n!}}{\hat {a}}^{\dagger n}{\hat {a}}^{n}}

## Fermions
Dans le cas des fermions, on fait de même que pour les bosons, en multipliant le résultat par un signe moins à chaque fois qu'on fait commuter deux opérateurs.
Par exemple, pour une expression déjà dans l'ordre normal, 
{\displaystyle :{\hat {f}}^{\dagger }\,{\hat {f}}:\,={\hat {f}}^{\dagger }\,{\hat {f}}}
Par contre, dans le cas où il faut échanger {\displaystyle {\hat {f}}}  et {\displaystyle {\hat {f}}^{\dagger }}, il faut ajouter un signe :
{\displaystyle :{\hat {f}}\,{\hat {f}}^{\dagger }:\,=-{\hat {f}}^{\dagger }\,{\hat {f}}}
Dans le cas où il n'y a qu'un seul fermion, les expressions d'ordre supérieur sont nulles puisqu'il apparaît au moins deux opérateurs de création ou d'annihilation. Par exemple
{\displaystyle :{\hat {f}}\,{\hat {f}}^{\dagger }\,{\hat {f}}{\hat {f}}^{\dagger }:\,={\hat {f}}^{\dagger }\,{\hat {f}}^{\dagger }\,{\hat {f}}\,{\hat {f}}=0}